# Territorio Confederado de Arizona
El Territorio Confederado de Arizona, o Arizona confederada, era un territorio reclamado por los Estados Confederados de América durante la guerra de Secesión, entre 1861 y 1865. Consistió en la parte del Territorio de Nuevo México al sur del paralelo 34º norte que incluye partes de los actuales estados de Nuevo México y Arizona. Su capital era Mesilla, ocupada por las tropas de la unión el 1 de julio de 1862, ubicada lo largo de la frontera sur. El territorio confederado se solapó con el Territorio de Arizona creado por el gobierno de la Unión en 1863, pero la geografía física diferenciaba al Territorio Confederado de Arizona que equivalía aproximadamente a la mitad sur del preexistente Territorio de Nuevo México, mientras que el Territorio de Arizona de la Unión era aproximadamente la mitad occidental de lo que había sido el Territorio de Nuevo México.
El territorio fue declarado confederado el 1 de agosto de 1861, tras la victoria sudista en la batalla de Mesilla. El sostenimiento confederado en la zona pronto se rompió a finales de marzo de 1862, después de la batalla del paso de Glorieta (puerto de la Glorieta), el enfrentamiento definitorio de la Campaña de Nuevo México. El 20 de mayo caía Tucson y en julio de 1862, el gobierno del Territorio Confederado de Arizona se trasladó a El Paso, tomada la ciudad, junto con Fort Bliss y Sierra Blanca por las tropas de la unión en agosto, se retiró a San Antonio, donde se mantuvo durante la duración de la guerra. El territorio mantuvo su representación en el Congreso de la Confederación y tropas de la Confederación continuaron luchando bajo la bandera de Arizona hasta el final de la guerra.